# 3Dドットゲームヒーローズ
『3Dドットゲームヒーローズ』は、フロム・ソフトウェアより2009年11月5日に発売されたPlayStation 3用アクションアドベンチャーゲーム。公式ジャンルは「冒険RPG」。2010年5月11日にはアメリカで、2010年5月14日にはヨーロッパでも発売。

## 概要
ドット絵を3D化したキャラクターを使ったアクションRPG。

## ゲームシステム
ドット風ロールプレイングゲームを3D化したもの。一般のロールプレイングゲームと変わらない。

## ストーリー
※なおこのストーリーは、ゲーム内で紹介するのと公式ウェブサイトのストーリーと異なっている。
遠い昔。
世界のかたすみに、ドットニア王国という小さな2Dの国がありました。
王国は、神の力を秘めた6つのオーブとそれを守る6人の賢者に見守られ、人々は平和な生活を送っていました。
しかしある時、
オーブの力に目をつけた魔王が現れ、
賢者達を捕え、オーブを奪い去ってしまいました。
町の外には魔物たちが溢れ出し、
王国の滅亡が近いと思われたとき、
どこからともなく一人の若者が現れ、
魔を封じる剣で6人の賢者を救い出し、6つのオーブを取り戻しました。
そして、魔王は闇のオーブに姿を変えて封印されました。
こうして王国を救った若者は勇者として讃えられ、
後世までその活躍は伝えられました。
勇者の物語はいつしか遠い昔話となり、
王国を訪れる者も少なくなり、
すっかり当時のにぎわいはなくなってしまいました。
人々はどこへ行ってしまったのでしょうか？
国中をあげて調べたところ、人々は2Dの世界には興味を無くしてしまった・・・
ドットニア王は、1つの大きな決断をしました。
「これからは3Dの時代じゃ！」
この号令の下、王国は2Dから3Dへと大きく変貌を遂げ、
少しずつ活気を取り戻していきました。
しかし、人々が新しい生活に慣れ始めた頃、その事件は起こりました。
なんと、魔王を封印した闇のオーブが何者かの手によって、
盗まれてしまったのです。
王国には、再び魔物が溢れ出し、
なすすべを知らない人々は、ただ祈るしかありませんでした。